# カイル・ブッシュ
カイル・トーマス・ブッシュ （Kyle Thomas Busch, 1985年5月2日 - ）は、アメリカ合衆国ネバダ州ラスベガス出身のNASCARドライバー。

## プロフィール
NASCAR3大シリーズの一つのキャンピング・ワールド・トラック・シリーズを20歳19日で、最高峰のスプリントカップ・シリーズを20歳125日で勝利するという2つの最年少記録を打ち立てた。日テレG+で付けられている愛称は「ヤングスター」、現地では「The Spider」「Rowdy Busch,」「Wild Thing」「Shrub」などと呼ばれる。2004年のカップ戦シリーズチャンピオン、カート・ブッシュは実兄である。
ラスベガス出身という超都会っ子であることに加え、年上にも物怖じせず、ガンガンぶつかっていくその姿から「ノーフィアー（恐れ知らず）」とも言われ、現地では優勝するとブーイング、トラブルが起こると歓声が上がるトップヒールでもある。マシンの窓に立っておじぎをする優勝パフォーマンスでも有名である。
数多くの離れ業を成し遂げているドライバーでもある。2015年のエクスフィニティシリーズ開幕戦で骨折し11戦を欠場したが、復帰後破竹の勢いで自身初のチャンピオンまで漕ぎ着けた。また同一週末に複数のレースに出場する上どちらも勝ってしまうことで知られており、2009年にNASCAR史上初めて、三大シリーズのうち2つ（ネイションワイド及びトラックシリーズ）を同時に制覇した。さらに2010年と2017年のマーティンズビルでは、同一週末のカップ・ネイションワイド・トラック全てに出場して全て勝つという偉業を2度も達成。さらに2016年にはマーティンズ・ビルで行われたカップ戦およびエクスフィニティで優勝、翌週のテキサスでもカップ戦とトラックシリーズで優勝し、2週連続で週末を完全制覇した。完全制覇をしたときは、ほうきを持って（SWEEP=一掃の意）パフォーマンスをするのが恒例となっている。なおこれらの記録は全てトヨタのマシン（カムリ・タンドラ）によるものである。
2017年は、カイル・ブッシュ・モータースポーツからキャンピング・ワールド・トラックシリーズ(#32)に、ジョー・ギブス・レーシングからエクスフィニティ・シリーズ(#40)及びモンスターエナジー・NASCARカップ・シリーズ(#18)に参戦する。
また北米を代表するトヨタドライバーの顔としてもたびたびメディア露出しており、GRスープラの発表時にはNASCARドライバーで唯一並み居るWEC・WRCドライバーたちともにCMに登場した上、カイルのGRスープラのインプレッション動画も公開された。

## 経歴

### NASCAR以前
始めて車を運転したのは6歳の時であり、その後家のガレージで父と兄の指導のもと、レースカーのメンテナンスを行い、10歳になると兄の小さなチームでクルーチーフとして活動した。
13歳になると学業を第一としながらレーサーとしての活動をスタート、1990年〜2001年にはラスベガス・モーター・スピードウェイで行われているローカルレースで通算65勝を上げる。

### NASCAR
16歳にてクラフツマン・トラック・シリーズ（現キャンピング・ワールド・トラック・シリーズ）にスポット参戦、初年度いきなり6戦中2戦でトップ10フィニッシュするという好成績をあげるものの、2002年のテスト中にCARTマルボロ500の関係でレース場に入場できなくなってしまい、6週間後NASCAR側も18歳以下の参戦を禁じる（当時冠スポンサーがウィンストンだった影響もある、また一部下位シリーズに限り2007年シーズンから16歳に引き下げられた）ということになってしまったために2年間を別組織であるASAシリーズへ移籍して闘う事となる。
2003年はこの年齢制限から解放され、ブッシュシリーズ（現エクスフィニティ・シリーズ）へとスポット参戦、その後2004年にネイションワイド・シリーズにフル参戦、5勝を上げランキング2位に、同時にルーキー・オブ・ザ・イヤーのタイトルを手にする。このルーキーイヤー5勝は歴代最多勝である。
この5勝で才能が一気に開花。翌2005年にはクラフツマン・トラック・シリーズと最上位のネクステルカップ・シリーズ（現モンスターエナジー・NASCARカップ・シリーズ）でほぼ同時に最年少勝利記録を樹立し、クラフツマン・トラック・シリーズで3勝、ネイションワイド・シリーズで1勝、ネクステル・シリーズでは1勝を挙げ、ルーキー・オブ・ザ・イヤーのタイトルも獲得した。
その後どこかしらのシリーズで年間1勝以上を獲得し続け、2008年にはジョー・ギブス・レーシングへ移籍。ジョー・ギブス・レーシングは、この年マシンをトヨタ・カムリに変更。カイルは、第4戦アトランタで参戦2年目のトヨタに初勝利をもたらした。
この年は年間8勝をマーク。しかし全部チェイス前だったこともあり、ランキングは10位に留まった。
2009年シーズンは序盤を3シリーズ掛け持ち、後半はスポット参戦のトラックシリーズのレース数が少なく、2シリーズ掛け持ちという体勢が災いしたか、序盤こそ4勝で一時期最多勝となるものの、チェイスを18ポイント差でブライアン・ビッカーズに持って行かれるという最悪な展開でシリーズチャンピオンへの座を閉ざされる事となる。その後優勝は無かったがなんとか上位フィニッシュを繰り返し、シーズン13位でミリオンダラーボーナスを獲得。ネイションワイド・シリーズでは第7戦でカール・エドワーズからトップを奪うとそのまま独走。年間最多勝となる9勝と賞金王も獲得し、2ndカテゴリーとはいえ自身初の戴冠となった。参戦が15戦止まりであったトラックシリーズも年間7勝と、3シリーズ合計20勝は年間最多勝である。2月21日のフォンタナ戦では、キャンピング・ワールド・トラック・シリーズとネイションワイド・シリーズを同日に優勝するという史上初の快挙も達成した。
2010年、キャンピング・ワールド・トラック・シリーズをKyle Busch Motorsportsから、ネイションワイド・シリーズとスプリントカップ・シリーズにはジョー・ギブス・レーシングより参戦した。スプリントカップ・シリーズでは、第10戦リッチモンド、第12戦ドーバー、第24戦ブリストルの計3勝を挙げ年間ランキング8位。8月に行われたブリストル戦では、NASCAR史上初となる、キャンピング・ワールド・トラック・シリーズ、ネイションワイド・シリーズ、スプリントカップ・シリーズの3カテゴリー同一週制覇（週末3連勝）を成し遂げた。
2011年も引き続き、キャンピング・ワールド・トラック・シリーズをKyle Busch Motorsportsから、ネイションワイド・シリーズとスプリントカップ・シリーズをジョー・ギブス・レーシングより参戦。スプリントカップ・シリーズでは、第4戦ブリストル、第9戦リッチモンド、第18戦ケンタッキー、第23戦ミシガンの計4勝を挙げチェイス進出を決めるものの、チャンピオン最有力候補でありながら、チェイス戦に入ってからは失速。更には、第34戦テキサスの週末に行われたキャンピング・トラック・ワールド・シリーズにおいて、イエロー中の報復行動が問題となり、その週末のネイションワイド＆スプリントカップ戦を出場停止処分（代役はそれぞれデニー・ハムリン、マイケル・マクドーウェル）となるなど、結果的にスプリントカップ・シリーズランキングを12位で終える事となった。
なお、この年行われたニューハンプシャーでのネイションワイド戦において、NASCARでの通算100勝目をマークした。
2012年は、トラブルやクラッシュなど不運が重なり、わずか1勝にとどまりチェイス入りを逃す。シリーズランキング13位。
2013年は、4勝をマークし難なくチェイス入りするが、ジミー・ジョンソンとマット・ケンゼスとのチャンピオン争いから遅れをとってしまう。シリーズランキング4位。
2014年は、ライバルメーカーとの競争力において不利な状況で健闘するが、1勝にとどまる。シリーズランキング10位。
2015年は、開幕戦デイトナ500の前日に行われたエクスフィニティ・シリーズのレースでクラッシュに巻き込まれ、両足を骨折する大怪我を負ってしまう。この怪我によって、開幕戦から第11戦まで欠場を余儀なくされる。
第12戦の前に行われたNASCARスプリント・オールスターレースから復帰し、第16戦ソノマで復帰後の初勝利と共にシーズン初勝利を挙げる。さらに、第18戦ケンタッキーから第20戦インディアナポリスまで怒涛の3連勝を挙げ、チェイス入りの条件となるランキング30位以内に入りチェイス入りを果たす。
チェイス戦に入ってからは、初戦で下位に沈むがそれ以降は上位入賞を繰り返し、最終ラウンドまで進出。最終戦ホームステッド＝マイアミで見事勝利し、自身初のチェイス戦での勝利と共に初のシリーズチャンピオンを獲得した。
トヨタ勢としては参戦9年目にして初のシリーズチャンピオン、開幕戦から11戦を欠場して、そこから怒涛の追い上げを果たしてチャンピオン獲得とドラマチックなシーズンとなった。
2016年シーズンは第6戦マーティンズビルを初めとして4勝を挙げチェイス進出を果たすが、チェイスに入ってからは勝利を挙げることができず、ポイントランキングで最終ラウンドまで勝ち進んだものの、ジミー・ジョンソンに7回目のシリーズチャンピオン獲得を許してしまった。
2017年は、開幕戦デイトナでのタイヤトラブルによるクラッシュから始まり、第3戦ラスベガスではゴール後にジョーイ･ロガーノと接触を巡って乱闘、ピットロード絡みのペナルティ等と乱調気味に陥る。
第21戦のポコノにてようやくシーズン初勝利を挙げ復調し、第24戦ブリストルでは2010年以来となる前人未到唯一無二である2度目の3カテゴリー同一週制覇（週末3連勝）を成し遂げた。プレーオフに進出後も、第28戦ロードン、第29戦ドーバー、第33戦マーティンズビルに勝利し最終ラウンドへ進出したが、マーティン･トゥーレックスJr.に敗れ、シリーズ2位となった。
2018年シーズンは第7戦テキサス、第8戦ブリストル、第9戦リッチモンドと3連勝を挙げる。
2022年末に自身のプライベートチームともどもトヨタ陣営から離脱し、シボレーへ移籍した。

## ドライビングスタイル
前出の通りノーフィアーと呼ばれる過激な走りで常にトップを取りに行く走りが魅力。特にリスタートに関しての能力はずば抜けており、リスタートごとに抜群のスタートを決め順位を上げる姿はよく見られる。ただ過激な走りが行き過ぎ、軽い接触に対して報復としてぶつけ返しタイヤをパンクさせるなどの自爆も目立つ。他にも肝心な所でパンクしたりレーシングアクシデントでクラッシュさせられたりと運の悪さも目立ち、勝てるがランキングが上がらないドライバーであった。しかし経験を積むにつれ徐々に安定感のある走りも見せる様になり、ついにはチャンピオンまで上り詰めている。
コース的な相性はローバンクショートトラック、ハイバンクショートトラック、インターミディエイトトラック、スーパースピードウェイとどのトラックでも勝てる器用さを持ち、特に2008年には36戦中2戦しかないロードコースの両方を制覇するなど、器用さはオーバルトラックの走り方だけに留まらない。その中でも得意としているのはショートオーバルで、ブリストルでは同週3シリーズ制覇という離れ業を2度もやってのけている。

## リザルト

### スプリントカップ・シリーズ
| 2004                                                                                        | ヘンドリック・モータースポーツ | 84 | シボレー | DAY      | CAR    | LVS 41 | ATL    | DAR    | BRI    | TEX DNQ | MAR    | TAL     | CAL    | RCH    | CLT 32 | DOV    | POC    | MCH    | SON    | DAY     | CHI    | NHA DNQ | POC    | IND    | GLN    | MCH DNQ | BRI    | CAL 24 | RCH    | NHA    | DOV    | TAL    | KAN 37 | CLT 34 | MAR    | ATL 43  | PHO     | DAR    | HOM    | 52nd | 345  |
| 2005                                                                                        | ヘンドリック・モータースポーツ | 5  | シボレー | DAY 38   | CAL 23 | LVS 2  | ATL 12 | BRI 28 | MAR 39 | TEX 21  | PHO 8  | TAL 41  | DAR 23 | RCH 4  | CLT 25 | DOV 2  | POC 4  | MCH 9  | SON 40 | DAY 31  | CHI 14 | NHA 4   | POC 39 | IND 10 | GLN 33 | MCH 43  | BRI 33 | CAL 1* | RCH 4  | NHA 27 | DOV 2  | TAL 33 | KAN 21 | CLT 39 | MAR 9  | ATL 12  | TEX 40  | PHO 1  | HOM 41 | 20th | 3753 |
| 2006                                                                                        | ヘンドリック・モータースポーツ | 5  | シボレー | DAY 23   | CAL 10 | LVS 3  | ATL 12 | BRI 8  | MAR 5  | TEX 15  | PHO 36 | TAL 32  | RCH 5  | DAR 7  | CLT 38 | DOV 5  | POC 22 | MCH 14 | SON 11 | DAY 2   | CHI 3  | NHA 1*  | POC 12 | IND 7  | GLN 9  | MCH 39  | BRI 2  | CAL 8  | RCH 2* | NHA 38 | DOV 40 | KAN 7  | TAL 11 | CLT 6  | MAR 18 | ATL 27  | TEX 4   | PHO 38 | HOM 38 | 10th | 6027 |
| 2007                                                                                        | ヘンドリック・モータースポーツ | 5  | シボレー | DAY 24   | CAL 9  | LVS 9  | ATL 32 | BRI 1  | MAR 4  | TEX 37  | PHO 7  | TAL 37  | RCH 2  | DAR 37 | CLT 30 | DOV 17 | POC 8  | MCH 6  | SON 8  | NHA 11  | DAY 2  | CHI 13  | IND 4  | POC 12 | GLN 7  | MCH 13  | BRI 9  | CAL 3* | RCH 20 | NHA 4  | DOV 5  | KAN 41 | TAL 36 | CLT 3  | MAR 4  | ATL 20  | TEX 4*  | PHO 8  | HOM 20 | 5th  | 6293 |
| 2008                                                                                        | ジョーギブスレーシング         | 18 | トヨタ   | DAY 4*   | CAL 4  | LVS 11 | ATL 1* | BRI 17 | MAR 38 | TEX 3   | PHO 10 | TAL 1   | RCH 2  | DAR 1* | CLT 3  | DOV 1  | POC 43 | MCH 13 | SON 1* | NHA 25  | DAY 1  | CHI 1*  | IND 15 | POC 36 | GLN 1* | MCH 2   | BRI 2* | CAL 7  | RCH 15 | NHA 34 | DOV 43 | KAN 28 | TAL 15 | CLT 4  | MAR 29 | ATL 5   | TEX 6   | PHO 8  | HOM 19 | 10th | 6186 |
| 2009                                                                                        | ジョーギブスレーシング         | 18 | トヨタ   | DAY 41*  | CAL 3  | LVS 1  | ATL 18 | BRI 1* | MAR 24 | TEX 18  | PHO 17 | TAL 25* | RCH 1  | DAR 34 | CLT 6* | DOV 23 | POC 22 | MCH 13 | SON 22 | NHA 7   | DAY 14 | CHI 33  | IND 38 | POC 16 | GLN 4  | MCH 23  | BRI 1  | ATL 13 | RCH 5  | NHA 5  | DOV 31 | KAN 12 | CAL 24 | CLT 8  | MAR 4  | TAL 15  | TEX 11* | PHO 12 | HOM 8  | 13th | 4457 |
| 2010                                                                                        | ジョーギブスレーシング         | 18 | トヨタ   | DAY 14   | CAL 14 | LVS 15 | ATL 25 | BRI 9  | MAR 22 | PHO 8*  | TEX 3  | TAL 9   | RCH 1* | DAR 7  | DOV 1  | CLT 3  | POC 2  | MCH 20 | SON 39 | NHA 11  | DAY 40 | CHI 17  | IND 8  | POC 23 | GLN 8  | MCH 18  | BRI 1* | ATL 5  | RCH 2  | NHA 9  | DOV 6  | KAN 21 | CAL 35 | CLT 2* | MAR 4  | TAL 25  | TEX 32  | PHO 13 | HOM 32 | 8th  | 6182 |
| 2011                                                                                        | ジョーギブスレーシング         | 18 | トヨタ   | DAY 8    | PHO 2  | LVS 38 | BRI 1  | CAL 3* | MAR 3* | TEX 16  | TAL 35 | RCH 1*  | DAR 11 | DOV 4  | CLT 32 | KAN 12 | POC 3  | MCH 3  | SON 11 | DAY 5   | KEN 1* | NHA 36  | IND 10 | POC 2  | GLN 3* | MCH 1   | BRI 14 | ATL 23 | RCH 6  | CHI 22 | NHA 11 | DOV 6  | KAN 11 | CLT 2* | TAL 33 | MAR 27* | TEX QL† | PHO 36 | HOM 23 | 12th | 2246 |
| 2012                                                                                        | ジョーギブスレーシング         | 18 | トヨタ   | DAY 17   | PHO 6  | LVS 23 | BRI 32 | CAL 2* | MAR 36 | TEX 11  | KAN 10 | RCH 1   | TAL 2  | DAR 4  | CLT 3  | DOV 29 | POC 30 | MCH 32 | SON 17 | KEN 10* | DAY 24 | NHA 16  | IND 2  | POC 33 | GLN 7* | MCH 13  | BRI 6  | ATL 6  | RCH 16 | CHI 4  | NHA 28 | DOV 7* | TAL 3  | CLT 5  | KAN 31 | MAR 2   | TEX 3   | PHO 3* | HOM 4* | 13th | 1133 |
| 2013                                                                                        | ジョーギブスレーシング         | 18 | トヨタ   | DAY 34   | PHO 23 | LVS 4  | BRI 2  | CAL 1* | MAR 5  | TEX 1*  | KAN 38 | RCH 24  | TAL 37 | DAR 6* | CLT 38 | DOV 4* | POC 6  | MCH 4  | SON 35 | KEN 5   | DAY 12 | NHA 2   | IND 10 | POC 8  | GLN 1  | MCH 31  | BRI 11 | ATL 1  | RCH 19 | CHI 2  | NHA 2  | DOV 5  | KAN 34 | CLT 5  | TAL 5  | MAR 15  | TEX 13  | PHO 7  | HOM 7  | 4th  | 2364 |
| 2014                                                                                        | ジョーギブスレーシング         | 18 | トヨタ   | DAY 19   | PHO 9  | LVS 11 | BRI 29 | CAL 1  | MAR 14 | TEX 3   | DAR 6  | RCH 3   | TAL 12 | KAN 15 | CLT 9  | DOV 42 | POC 12 | MCH 41 | SON 25 | KEN 2   | DAY 28 | NHA 2   | IND 2  | POC 42 | GLN 40 | MCH 39  | BRI 36 | ATL 16 | RCH 14 | CHI 7  | NHA 8  | DOV 10 | KAN 3  | CLT 5  | TAL 40 | MAR 11  | TEX 4   | PHO 34 | HOM 39 | 10th | 2285 |
| 2015                                                                                        | ジョーギブスレーシング         | 18 | トヨタ   | DAY INQ‡ | ATL    | LVS    | PHO    | CAL    | MAR    | TEX     | BRI    | RCH     | TAL    | KAN    | CLT 11 | DOV 36 | POC 9  | MCH 43 | SON 1  | DAY 17  | KEN 1* | NHA 1   | IND 1  | POC 21 | GLN 2  | MCH 11  | BRI 8* | DAR 7  | RCH 2  | CHI 9* | NHA 37 | DOV 2  | CLT 20 | KAN 5  | TAL 11 | MAR 5   | TEX 4   | PHO 4  | HOM 1  | 1st  | 5043 |
| 2016                                                                                        | ジョーギブスレーシング         | 18 | トヨタ   | DAY 3    | ATL 3  | LVS 4  | PHO 4  | CAL 25 | MAR 1* | TEX 1   | BRI 38 | RCH 2   | TAL 2  | KAN 1  | DOV 30 | CLT 33 | POC 31 | MCH 40 | SON 7  | DAY 2   | KEN 12 | NHA 8*  | IND 1* | POC 9  | GLN 6  | BRI 38  | MCH 19 | DAR 11 | RCH 9  | CHI 8  | NHA 3  | DOV 2  | CLT 6  | KAN 5  | TAL 30 | MAR 5   | TEX 5   | PHO 2  | HOM 6  | 3rd  |      |
| † - Qualified but replaced by Michael McDowell · ‡ - Qualified but replaced by Matt Crafton |                                |    |          |          |        |        |        |        |        |         |        |         |        |        |        |        |        |        |        |         |        |         |        |        |        |         |        |        |        |        |        |        |        |        |        |         |         |        |        |      |      |

#### デイトナ 500
| 2005                                       | ヘンドリック・モータースポーツ | シボレー | 19   | 38   |
| 2006                                       | ヘンドリック・モータースポーツ | シボレー | 4    | 23   |
| 2007                                       | ヘンドリック・モータースポーツ | シボレー | 8    | 24   |
| 2008                                       | ジョー・ギブス・レーシング     | トヨタ   | 24   | 4    |
| 2009                                       | ジョー・ギブス・レーシング     | トヨタ   | 4    | 41   |
| 2010                                       | ジョー・ギブス・レーシング     | トヨタ   | 7    | 14   |
| 2011                                       | ジョー・ギブス・レーシング     | トヨタ   | 10   | 8    |
| 2012                                       | ジョー・ギブス・レーシング     | トヨタ   | 14   | 17   |
| 2013                                       | ジョー・ギブス・レーシング     | トヨタ   | 4    | 34   |
| 2014                                       | ジョー・ギブス・レーシング     | トヨタ   | 37   | 19   |
| 2015                                       | ジョー・ギブス・レーシング     | トヨタ   | INQ† | INQ† |
| 2016                                       | ジョー・ギブス・レーシング     | トヨタ   | 4    | 3    |
| 2017                                       | ジョー・ギブス・レーシング     | トヨタ   | 21   | 38   |
| † - Qualified but replaced by Matt Crafton |                                |          |      |      |